# Танигути, Дзиро
Дзиро Танигути (яп. 谷口 ジロー Танигути Дзиро:, 14 августа 1947 — 11 февраля 2017) — японский мангака. Работал в жанре гэкига. Приобрел широкую популярность в Европе. Лауреат премии Осаму Тэдзуки и кавалер Ордена Искусств и литературы.

## Биография
Родился 14 августа 1947 года в Тоттори. Первым воспоминанием называл пожар в Тоттори, свидетелем которого стал в четыре года. Как и другие дети, он зачитывался мангой Осаму Тэдзуки и других японских авторов. Когда к нему в руки попали западные комиксы, хоть он и не мог прочесть их, его очень привлёк их рисунок. Именно такое разнообразие стилей, по его признанию, привело к желанию стать мангакой.
В 18 лет он покинул отчий дом и нашёл офисную работу в Киото. Через несколько месяцев он понял, что больше всего любит рисовать мангу, ради чего переехал в Токио и стал ассистентом Кюты Исикавы. Данный период жизни описан в манге «Зоопарк зимой».
В начале 1970-х дебютировал в журнале Young Comic (яп. ヤングコミック Янгу комикку). В его первых работах был заметен интерес к изображению животных, но позже он переключился на криминальные истории.
В 1980-х Танигути вместе со сценаристами Нацуо Сэкикавой и Гароном Цутия создают собственную студию, работая в приключенческом, детективном и историческом жанрах. Танигути много работает «по восемь-девять часов в день», однако независимость и первые успехи помогают ему облегчить свою трудовую нагрузку. Впоследствии даже герои его историй будут советовать друг другу работать усердно, но и об отдыхе не забывать.
Первой работой, принесшей ему известность, стала манга «Времена Боттяна». На Западе у него появились поклонники после выхода манг «Гуляющий», а затем и «Дневник моего отца».
Танигути скончался 11 февраля 2017 года от полиорганной недостаточности, развившейся на фоне продолжительной болезни, с которой мангака боролся на протяжении нескольких лет.

## Характер и личная жизнь
1. «Красная борода», Акиры Куросавы
2. «Токийская повесть», Ясудзиро Одзу
3. «Возвращение», Андрея Звягинцева

Сценарист Масаюки Кусуми, с которым они создали мангу «Одинокий гурман», так охарактеризовал Танигути: «Он чувствует тишину. Я никогда не слышал, чтобы господин Танигути повысил голос. Он всегда улыбается». Мангака Мари Ямадзаки назвала Танигути своим учителем. Танигути был женат. На вопрос французского журналиста, с кем бы он хотел застрять в лифте, ответил: «С женой».

## Особенности творчества
Основные работы Танигути создал в жанре реалистической манги гэкига, даже если и прибегал к фантастическому элементу. Так, например, в A Distant Neighborhood (яп. 遥かな町へ Харука на мати э, «Далеко по соседству») путешествие во времени служит для метафоры ностальгии, кризиса среднего возраста и рефлексии главного героя. Танигути был под большим впечатлением от работ Мёбиуса и Франсуа Скойтена. Впоследствии вместе с Мёбиусом они создали мангу «Икар». В 2013 году Танигути дал интервью Бенуа Петерсу, соавтору Франсуа Скойтена, в котором отметил: 
Парадокс в том, что, будучи мангакой, я рисую довольно близко к европейскому комиксу. Я вкладываю много деталей в каждое изображение. С этой точки зрения я, вероятно, нахожусь между комиксами и мангой. Возможно, поэтому некоторым японским читателям трудно читать мои работы. 
Черпая вдохновение во франко-бельгийском комиксе, Танигути перенял более детализированную и живописную манеру рисунка, так что его работы часто сравнивали с франко-бельгийскими художниками. Например, его последняя работа, законченная незадолго до смерти, «Тысячелетний лес» (яп. 光年の森 Ко:нэн но мори), была опубликована полноцветным изданием альбомного формата, что характерно для французского издания комиксов, но не для манги. Среди художников «самыми великими» он называл Утагаву Хиросигэ, Осаму Тэдзуку, Ван Гога, Густава Климта и Эдварда Хоппера.
Героями Танигути чаще становились обычные люди, переживающие эмоциональные потрясения, но не акцентирующие этого. Как повествовательная, так и изобразительная манера характеризовалась «тихим чувством». В графическом измерении это выражалось в «затянутых» общих и крупных планах. Герои Танигути проводят время в неспешных прогулках. Художник уделял много внимания детальному изображению архитектуры и природы, особенно леса, временами природа даже оттеняла персонажей на второй план. Для точного изображения природы и городов Танигути делал множество фотографий, позволявших ему потом рисовать с крайним вниманием к деталям.

Одним из важнейших источников влияния Танигути называл драмы Ясудзиро Одзу, рассказывающие о жизни простых людей: 
Больше всех я бы выделил «Токийскую повесть» и «Позднюю весну». Я смотрел их в детстве, но не оценил по достоинству. Однако очень заинтересовался ими, когда мне исполнилось 30 лет. Мне нравится универсальность и вневременность историй Одзу и действенная простота, с которой он их рассказывает. Сегодня я думаю об этом каждый раз, когда рисую мангу. 
В библиографии Танигути имеются самые разные работы, в том числе остросюжетные криминальные истории, хотя автор явно отдает предпочтение повествованиям, позволяющим передать детали окружения и исчезающие моменты повседневной жизни.

## Критика
Элегантный стиль его произведений наполнен поэтическими образами, так что его часто называли «поэтом от манги». Именно так описал Танигути, комментируя его смерть, режиссёр Гильермо дель Торо: «Танигути был поэтом от манги, Кесьлёвским от полосы. Безмятежным глубоким созерцателем мира». Переводчик и комиксист Зак Дэвиссон писал:

Я слегка удивился, что никогда о нём не слышал. Хотя Танигути уважали и восхищались в родной Японии, его имя не было на слуху. Его спокойное, погружённое в себя великолепие было не из тех, что выплёскиваются с обложек журналов или лепятся в пластмассовые фигурки. В Европе его голос ценили гораздо больше. […] После того, как я узнал о его смерти, я снял с полок все книги Танигути, что у меня есть, и перечитал их. Одну за другой. Чёрт побери, они очень, очень хороши! Покойтесь с миром, Дзиро Танигути, кавалер Ордена искусств, маэстро фуметто, мастер комикса. 
Работы Танигути завоевали широкую европейскую и, в частности, французскую и итальянскую аудиторию. После выхода экранизации и смерти мангаки, французское издание манги Quartier lointain (яп. 遥かな町へ Харука на мати э, «Далеко по соседству») было продано в количестве более 1 млн экземпляров. При том, что на родине он был сравнительно неизвестен. Его коллега Пьер-Ален Сигети, с которым они работали в журнале Morning Kōdansha в 1990-х годах, утверждал, что «его книги почти не продавались, возможно, 60 000 экземпляров, что для Японии ничтожно. Его работа велика, но он никогда по-настоящему не прорывался. В глазах японцев он оставался слишком интимным».
В Японии мои истории находят слишком реалистичными, слишком литературными. Тогда как во Франции я чувствую глубокое внимание к своим работам, особенно к тексту.Дзиро Танигути, из статьи «В Японии его считали „слишком интимным“»
Танигути признавался, что удивлён и не может объяснить свою популярность во Франции.

## Память
- «РИСУЮЩИЙ[b]. Вселенная Дзиро Танигути» (фр. L’HOMME QUI DESSINE. L’univers de Jirô Taniguchi), персональная посмертная выставка «Франко-японский дом[фр.]», Токио, декабрь, 2017
- Документальный фильм Le gourmet solitaire de Jirô Taniguchi из цикла «De l’art et du cochon»[21], режиссёр Ксавье Кукуэль[фр.]

## Награды
Танигути был удостоен большого числа национальных и международных наград. Среди них можно выделить следующие:
| Год  | Награда                                                       | Работа                                                                          |
| ---- | ------------------------------------------------------------- | ------------------------------------------------------------------------------- |
| 1991 | Специальная премия жюри на Премии манги Shogakukan            | «Как ухаживать за собакой» (яп. 犬を飼う Ину о кау)                             |
| 1998 | Культурная премии имени Осаму Тэдзуки                         | «Времена Боттяна» (яп. 坊っちゃんの時代 Боттян но дзидай)                       |
| 2001 | Награда за выдающиеся достижения на Japan Media Arts Festival | За творчество                                                                   |
| 2003 | Приз за лучший сценарий фестиваля в Ангулеме                  | A Distant Neighborhood (яп. 遥かな町へ Харука на мати э, «Далеко по соседству») |
| 2005 | Главный приз фестиваля в Ангулеме                             | The Summit of the Gods (яп. 神々の山嶺 Камигами но санрэй, «Вершина богов»)     |
| 2010 | Звание «Мастер комикса» на фестивале Lucca Comics & Games     | За творчество                                                                   |
| 2011 | Орден Искусств и литературы                                   | За творчество                                                                   |
| 2013 | Культурная премия Тоттори                                     | За творчество                                                                   |

## Избранная библиография
Помимо манги Дзиро Танигути создал ряд иллюстраций для рекламы, отдельных живописных рисунков и Travel Book Venise — сборник видов Венеции для специальной книжной серии Louis Vuitton. Библиография мангаки насчитывает несколько десятков наименований, как авторских, так и работ, созданных в соавторстве с японскими и европейскими сценаристами.
| Год издания | Оригинальное название   | Перевод                             | Сценарий                                | Краткое описание |
| ----------- | ----------------------- | ----------------------------------- | --------------------------------------- | --- |
| 1987 — 1997 | 坊っちゃんの時代        | Времена Боттяна                     | Нацуо Сэкикава, по роману Нацумэ Сосэки | Япония после русско-японской войны. Победа укрепила позиции японского милитаризма, в то время как интеллектуалы выступают за развитие социализма и рассуждают о вопросах морали, в том числе, исследуя русскую литературу — произведения Толстого и Достоевского. Главные герои манги — выдающиеся японские писатели и деятели искусства того времени: Сосэки Нацумэ, Симэй Фтабатэй, Такубоку Исикава, Сюсуй Котоку. Боттян дословно значит «молодой учитель», кем и был Сосэки Ноцумэ в описываемый период. |
| 1990 — 1991 | 歩くひと                | Гуляющий                            | Дзиро Танигути                          | Манга, не имеющая строгого сюжета, но при этом ставшая поворотной в карьере Танигути. Безымянный герой гуляет по городу, наслаждается наблюдениями за природой и обращает внимание на повседневные мелочи, которым обычно не уделяют пристального внимания. |
| 1994 — 1996 | 孤独のグルメ            | Одинокий гурман                     | Масаюки Кусуми                          | 60-летний Горо Иногасира вышел на пенсию и открыл в себе любовь к еде. Он путешествует по Японии, посещая рестораны и уличные кафе, чтобы отведать местную кухню. |
| 1996        | N.Y.の弁慶              | Бэнкэй в Нью-Йорке                  | Дзимпати Мори                           | Сборник из самостоятельных историй, которые рассказывают о японском художнике Бэнкэе, который переехал в Нью-Йорк. Необычность истории предаёт то, что Бэнкэй — человек искусства, который стал персонажем крутого детектива. |
| 1997        | イカル                  | Икар                                | Мёбиус                                  | Икар от рождения умеет летать. Правительство удерживает его под контролем, пытаясь изучить его способности. Влюбившись в одну из учёных, он обретает волю к свободе и пытается сбежать из заточения. |
| 1998        | 遥かな町へ              | Далеко по соседству                 | Дзиро Танигути                          | Хироси Накахара — 48-летний дизайнер интерьеров из Токио. Случайно оказавшись в городе своего детства, он засыпает на могиле матери и просыпается вновь четырнадцатилетним. У него появляется шанс узнать, почему же отец ушёл из семьи. |
| 2000 — 2003 | 神々の山嶺              | Вершина богов                       | Баку Юмэмакура                          | Фотограф Фукамати находит фотоаппарат, возможно, принадлежавший Томасу Мэлори. Вместе с другом он решается также покорить Эверест. |
| 2005 — 2007 | 冬の動物園              | Зимний зоопарк                      | Дзиро Танигути                          | 18-летний Хамагути мечтает стать художником. Переехав в Токио, он устраивается ассистентом мангаки. Работа нелегкая, но он, наконец, чувствует, что нашёл своё призвание. Для вдохновения и набросков он посещает зоопарк Уэно. В данной манге сильны автобиографические черты. |
| 2014        | 千年の翼、百年の夢      | Тысячелетние крыла, столетняя мечта | Дзиро Танигути                          | Японский художник посещает Лувр. В музее он теряет сознание, а когда приходит в себя, оказывается в окружении Хранителей Лувра — каждое фантастическое существо — это душа произведения искусства. Мангу заказало руководство Лувра, для чего Танигути месяц работал в самом музее. |
| 2012        | La villa sur la falaise | Вилла на скале                      | Дзиро Танигути                          | Проект, придуманный Бенуа Сокалем. Сборник из 12 историй, каждая из которых рассказывает об одном и том же доме со своей точки зрения. |
| 2016        | 谷口ジロー画集          | Искусство Дзиро Танигути            | —                                       | Арт-бук с работами Танигути из разных периодов его творчества |
| 2017        | 光年の森                | Тысячелетний лес                    | Дзиро Танигути                          | 10-летний Ватару Яманобэ переезжает в небольшой провинциальный посёлок после того, как его родители развелись. Здесь он не только находит близких друзей, но и открывает в себе способность общаться с природой. Данная фантасмагорическая манга не была закончена из-за смерти Танигути. |

## Адаптации
Манга A Distant Neighborhood (яп. 遥かな町へ Харука на мати э):
- 2009: Пьеса Quartier lointain, режиссёр Дориан Россель[24]
- 2010: Фильм «Далеко по соседству», режиссёр Сэм Гарбарски[англ.]

Манга Kodoku no Gourmet (яп. 孤独のグルメ Кодоку но гурумэ), также известна как «Самурай-гурман»:
- 2012: Японский телесериал (дорама)
- 2017: Китайский веб-сериал

Манга The Summit of the Gods (яп. 神々の山嶺 Камигами но санрэй, «Вершина богов»)
- 2016: Фильм «Эверест: Вершина богов» (яп. エヴェレスト 神々の山嶺 Эвэрэсуто Камигами но санрэй), режиссёр Хидэюки Хираяма[англ.]
- 2021: Мультфильм Le Sommet des Dieux, режиссёр Патрик Имберт[фр.]

2017: Телесериал Un ciel radieux режиссёра Николя Бухрифа, основанный на манге «Чистое небо» (яп. 晴れゆく空 Харэюку сора)
2020: «Гуляющий» (яп. 歩くひと Аруку хито), телесериал, снятый по одноимённой манге. В главной роли Иура Арата